# Émeutes d'Accra en 1948

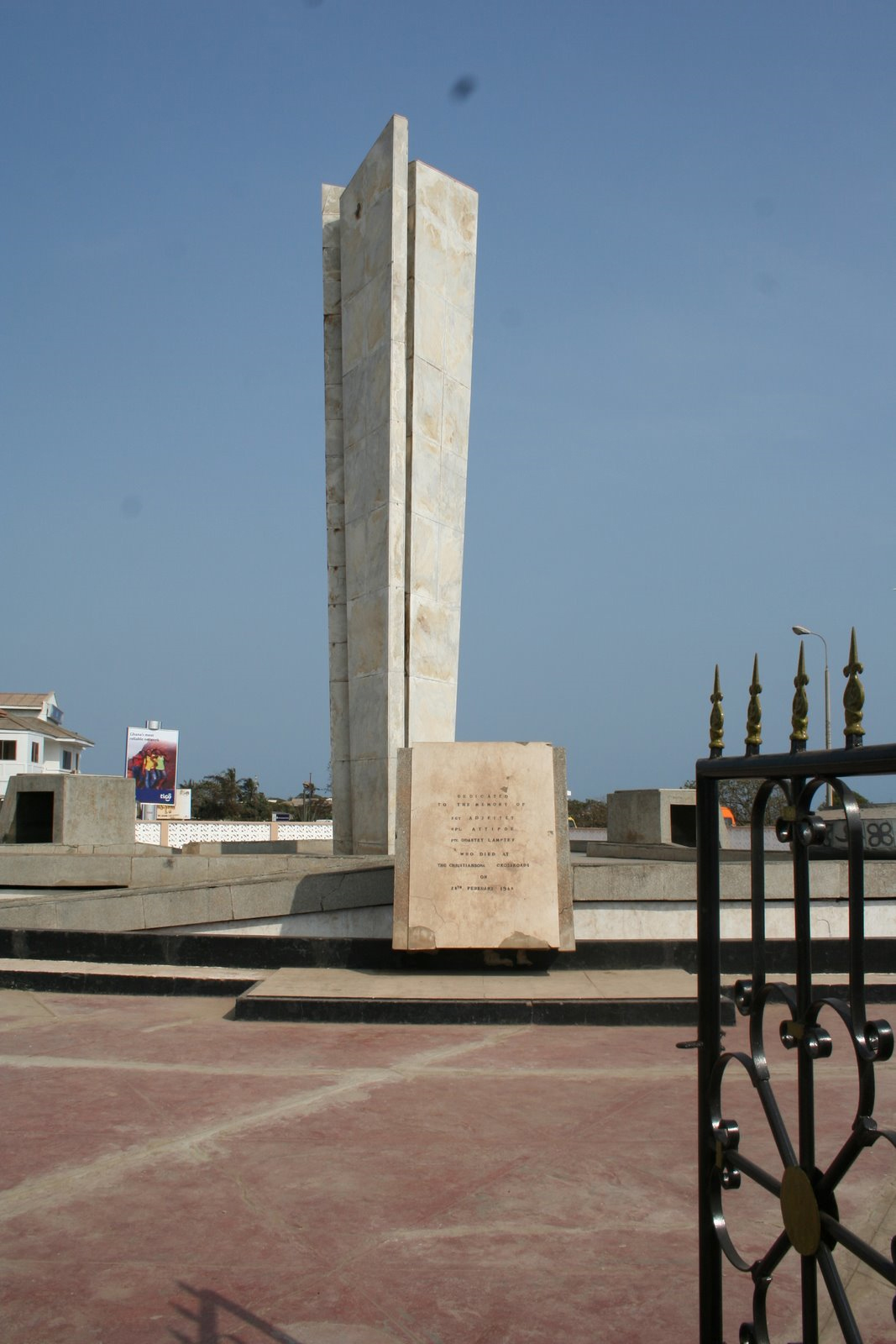
Monument aux soldats tués lors des émeutes d'Accra de 1948

Les émeutes d'Accra débutèrent le 28 février 1948 à Accra, capitale de la Gold Coast (actuel Ghana ), alors colonie britannique. Une marche de protestation d'anciens combattants non armés réclamant leurs droits en tant que vétérans de la Seconde Guerre mondiale, ayant combattu au sein du Gold Coast Regiment(Régiment du Ghana (en)) de la Force royale des frontières de l'Afrique de l'Ouest (en), fut dispersée par la police, faisant trois morts parmi les chefs du groupe : le sergent Cornelius Francis Adjetey (en), le caporal Patrick Attipoe (en) et le soldat Odartey Lamptey (en),, qui ont depuis été commémorés à Accra.
L'incident du 28 février est considéré comme « la goutte d'eau qui a fait déborder le vase », marquant le point clé du processus par lequel la Gold Coast est devenue la première colonie africaine à accéder à l'indépendance, devenant le Ghana le 6 mars 1957,.

## Arrière-plan
Français En janvier 1948, le chef Ga, Nii Kwabena Bonnie III (en), connu dans la vie privée sous le nom de Theodore Taylor (1888–1968), avait organisé un boycott de toutes les importations européennes en réponse à leurs prix gonflés. Le but du boycott était de faire pression sur les commerçants étrangers connus sous le nom d'Association des commerçants d'Afrique de l'Ouest (en) (AWAM) pour qu'ils réduisent les prix gonflés de leurs marchandises . Le boycott a été suivi d'une série d'émeutes au début de février 1948. Le jour où le boycott devait prendre fin, le 28 février, a coïncidé avec une marche à Accra des vétérans de la Seconde Guerre mondiale.

## Marche et émeute du 28 février
La marche du 28 février 1948 était une tentative pacifique d'anciens soldats de déposer une pétition auprès du gouverneur de la Côte-de-l'Or pour demander le versement des pensions promises et autres compensations pour leurs efforts pendant la guerre. Ces anciens combattants étaient membres du Gold Coast Regiment(Régiment du Ghana (en)) et comptaient parmi les soldats africains les plus décorés, ayant combattu en Birmanie aux côtés des troupes britanniques. Malgré les promesses de pensions et d'emplois après la guerre, à leur retour au pays, les emplois étaient rares et leurs pensions ne leur étaient pas versées.
Alors que le groupe marchait vers la résidence du gouverneur au château de Christiansborg, il fut arrêté et confronté par la police coloniale, qui refusa de le laisser passer. Le surintendant de police britannique Colin Imray ordonna à ses subordonnés de tirer sur les manifestants, mais les hommes ne le firent pas. Peut-être pris de panique, le surintendant Imray s'empara d'un fusil et tira sur les meneurs, tuant trois vétérans : le sergent Cornelius Francis Adjetey (en), le caporal Patrick Attipoe (en) et le soldat Odartey Lamptey (en). Outre ces trois morts, plusieurs membres de la foule furent blessés.

Les habitants d'Accra sont descendus dans la rue pour protester contre ces meurtres. Le même jour, les dirigeants politiques locaux, la Convention de la Gold Coast unie (en) (UGCC), dirigée par les Big Six, ont envoyé un câble au secrétaire d'État à Londres :
« ... à moins que le gouvernement colonial ne soit changé et qu'un nouveau gouvernement du peuple et de ses chefs ne soit immédiatement installé au centre, la conduite des masses maintenant complètement hors de contrôle avec des menaces de grève dans les quartiers de police et une police de base indifférente aux ordres des officiers, continuera et entraînera des actes de violence et d'irresponsabilité encore plus graves de la part de personnes incontrôlées ».
Ils ont également blâmé le gouverneur monsieur Gerald Creasy (en) (qu'ils ont appelé « Crazy Creasy ») pour sa gestion des problèmes du pays. Le câble de l'UGCC a ajouté :
Le Comité de travail de la Convention unie de la Gold Coast se déclare prêt à prendre en charge le gouvernement intérimaire. Nous demandons, au nom du peuple opprimé, inarticulé, mal dirigé et de ses chefs, qu'un commissaire spécial soit immédiatement envoyé pour remettre le gouvernement au gouvernement intérimaire des chefs et du peuple et pour assister à la convocation immédiate de l'Assemblée constituante.
 Les troubles à Accra et dans d'autres villes durèrent cinq jours, au cours desquels des magasins et des entreprises appartenant à des Asiatiques et à des Européens furent pillés et de nouveaux décès survinrent. Le 1er mars, le gouverneur déclara l'état d'urgence et une nouvelle loi anti-émeute fut mise en place. Le Parlement britannique rapporta que le gouverneur avait « imposé un couvre-feu dans certaines parties d'Accra et… pris des réglementations pour contrôler la circulation et fermer les routes ». Une censure stricte de la presse fut imposée sur l'ensemble du pays par le gouverneur Creasy.

## Conséquences
Le gouvernement colonial britannique a créé la Commission Watson (en),,, qui a examiné les circonstances des émeutes et a ouvert la voie à des changements constitutionnels qui ont finalement abouti à l'indépendance du Ghana.
Au lendemain des émeutes (Les six grands (Ghana) (en)), le 12 mars 1948, Kwame Nkrumah et d'autres militants influents de la Convention de la Gold Coast unie (en) (UGCC) (à savoir Ako Adjei, Edward Akufo-Addo, J. B. Danquah, Emmanuel Obetsebi-Lamptey et William Ofori Atta ), jugés responsables de l'organisation des troubles, furent arrêtés avant d'être libérés un mois plus tard. L'arrestation des dirigeants de l'UGCC rehaussa la notoriété du parti dans tout le pays et en fit des héros nationaux.
La Commission Watson a estimé que la constitution de 1946 était inappropriée dès le départ, car elle ne répondait pas aux préoccupations des autochtones de la Côte-de-l'Or. Elle a également recommandé que la Côte-de-l'Or soit autorisée à rédiger sa propre constitution. Un comité de 40 membres a été créé pour rédiger une constitution, dont six représentants de l'UGCC. Le gouverneur a exclu Kwame Nkrumah, entre autres, du comité de rédaction constitutionnelle, de crainte de rédiger une constitution qui exigerait l'indépendance absolue de la colonie.
En 1949, Nkrumah s'était séparé de l'UGCC pour former le Parti de la Convention du Peuple (CPP), avec pour devise « Autonomie maintenant » et une campagne d'« Campagne d'action positive (en)». Nkrumah s'était séparé de l'UGCC en raison de malentendus au sein de sa direction,.
Le 6 mars 1957, le pays obtient son indépendance et est rebaptisé Ghana, avec Nkrumah comme premier président.

## Remarques
1. ↑  AWAM has since become a term synonymous with cheating or profiteering in Ghana[10].

## Lectures complémentaires
- « Les vétérans du Ghana et les émeutes d'Accra de 1948 », Witness History, BBC World Service, 7 mars 2014.